# Orlek
Orlek – wieś w Słowenii, w gminie Sežana. W 2018 roku liczyła 185 mieszkańców.